# 奥道後ゴルフクラブ
奥道後カントリークラブ（おくどうごカントリークラブ）は、愛媛県松山市八反地にあるゴルフ場である。新来島どっくグループの奥道後ゴルフ観光が運営を行っている。

## 概要
来島どっくを率いていた坪内寿夫が小説家の柴田錬三郎のために造ったゴルフコースである。坪内寿夫は柴田錬三郎の大ファンであり、度々招いていたが、柴田錬三郎は数日で帰省していた。柴田錬三郎が「ゴルフ場があったら……」と話したのを受け、瀬戸内の海を見下ろす奥道後の山々を切り拓いてゴルフ場を整備した。
瀬戸内海を望む丘陵地に立地しており、コースは丘陵コースとなっている。銘木を各ホールに配した名門ゴルフ場として知られている。
来島どっくの中核施設の一つであったが、1980年代の円高・ドル安や三光汽船の倒産で経営が悪化し、来島どっくグループは解体。来島どっく解体後は、旧グループの資産管理会社の来島興産が引き継いだ後に、1991年に日本債券信用銀行の関連会社である東明地所に約150億円で売却された。1993年には坪内寿夫の側近が代表を務める奥道後リゾートがホテル奥道後と共に買収した。その後は奥道後国際観光の関連会社である奥道後ゴルフ観光が運営を行っていたが、2012年に新来島どっくが奥道後ゴルフ観光を買収し傘下に収めた。

## コース情報
- 開場日 - 1975年6月8日
- 設計者 - 阿部恒夫
- 面積　- 115万㎡
- コースタイプ - 丘陵コース
- コース - 18H、パー72、6,694ヤード、コースレート:71.3
- グリーン - ベント1グリーン
- 練習場 - 300ヤード、12打席
- 休場日 - 無し

## クラブ情報
- ハウス面積 - 2,813㎡[4]
- ハウス設計者 - 大林組[4]
- ハウス施工 - 大林組、カナックス[4]

## アクセス
- 松山空港より車で約40分。
- JR予讃線伊予北条駅より車で約5分。
- 松山観光港より車で約30分。
- 西瀬戸自動車道今治インターチェンジより車で約45分。
- 松山自動車道松山インターチェンジより車で約45分。